# Ladislas Dormandi
Ladislas Dormandi (ou László Dormándi) né le 14 juillet 1898 à Dormánd, en Hongrie et mort le 26 novembre 1967 à Ville-d'Avray, est un éditeur, traducteur et romancier français d'origine hongroise.

## Biographie
Ladislas Dormandi naît le 14 juillet 1898, dans le village de Dormánd, alors dans l'empire austro-hongrois. En 1924, il épouse l'artiste peintre Olga Székely-Kovács (1900-1971) dont la sœur Alice Balint est psychanalyste et l'épouse de Michael Balint,
Ses premiers romans ont été publiés en Hongrie sous son nom de László Dormándi Entre les deux guerres, il est également actif en tant que traducteur et éditeur en Hongrie de livres de Thomas Mann et Stefan Zweig.
En 1938, il choisit l'exil et s'installe à Paris avec sa famille. Durant la Seconde Guerre mondiale, il travaille pour la maison d'édition alors clandestine Les Éditions de Minuit. Après la guerre, il connaît un certain succès comme écrivain et reçoit le prix Cazes en 1953 pour son roman Pas si fou.
Il est naturalisé français en 1948 et meurt à Ville-d'Avray le 26 novembre 1967. Sa fille, Judith Dupont, psychanalyste, est traductrice et éditrice en France de l’œuvre de Sándor Ferenczi et de Michael Balint.

## Œuvre littéraire
En hongrois
- Vihar (1920)
- A tűzsárkány (1921)
- Sólyommadár (1927)
- A jó ember (1930)
- Két jelentéktelen ember (1937, trad. Deux hommes sans importance)
- A bajthozó tündér (1941, trad. La Fée maléfique)
- Trópusi láz (1941, trad Fièvre tropicale)
- Zárás után (1942)
- A félelem (1946)
- A mű (1948)
- A hórihorgas és a köpcös (1965)
- A múlt zarándoka (1968)
- Bábszínház (1968)

En français
- La vie des autres (1944, traduit en espagnol par Julio Cortázar sous le titre La vida de los otros)
- La péniche sans nom (1951)
- Pas si fou (1952)
- La Traque (1955)
- Le fantôme de la rue Babel (1956)
- Tu mourras seul (1957)
- L'ombre du capitaine (1958)
- Plus heureux que l'enfance (1960)
- Le naufragé de la terre ferme (1961)
- Le compagnon de voyage (1962)